# ورم ليفي رحمي
الأورام الليفية الرحمية، والمعروفة أيضًا باسم الورم العضلي الأملس الرحمي أو الأورام الليفية، هي أورام العضلات الملساء الحميدة في الرحم . لا تعاني معظم النساء من أعراض بينما قد تعاني فترات أخرى مؤلمة أو ثقيلة . إذا كانت كبيرة بما يكفي، فقد تضغط على المثانة مسببة حاجة متكررة للتبول . قد تسبب أيضًا الألم أثناء ممارسة الجنس أو ألم أسفل الظهر . يمكن أن تصاب المرأة بورم ليفي رحم واحد أو أكثر . في بعض الأحيان، قد تجعل الأورام الليفية من الصعب الحمل، على الرغم من أن هذا غير شائع.
السبب الدقيق للأورام الليفية الرحمية غير واضح.ومع ذلك، تعمل الأورام الليفية في العائلات ويبدو أنها تتحدد جزئيًا بمستويات الهرمون. عوامل الخطر تشمل السمنة وتناول اللحوم الحمراء. يمكن إجراء التشخيص عن طريق فحص الحوض أو التصوير الطبي. عادة لا تكون هناك حاجة للعلاج إذا لم تكن هناك أعراض. مضادات الالتهاب غير الستيروئيدية، مثل الإيبوبروفين ، قد تساعد في الألم والنزيف بينما الباراسيتامول (الأسيتامينوفين) قد يساعد في الألم.  قد تكون هناك حاجة مكملات الحديد في تلك مع فترات الدورة الشهرية. أدوية من موجهة الغدد التناسلية الإفراج عن فئة ناهض هرمون قد تقلل من حجم الأورام الليفية لكنها مكلفة وترتبط مع الآثار الجانبية. إذا ظهرت أعراض أكبر، فقد تساعد الجراحة لإزالة الورم الليفي أو الرحم. قد يساعد الانصمام الشريان الرحمي أيضًا.النسخ السرطانية من الأورام الليفية نادرة جدًا وتُعرف باسم ورم خبيث عضلي قلبي. لا يبدو أنها تتطور من الأورام الليفية الحميدة. حوالي 20 ٪ إلى 80 ٪ من النساء يصبن الأورام الليفية في سن 50. في عام 2013 ، قدّر أن 171 مليون امرأة قد تأثرت في جميع أنحاء العالم. عادةً ما توجد خلال سنوات الإنجاب المتوسطة وما بعدها. بعد انقطاع الطمث ، عادة ما ينقص الحجم. في الولايات المتحدة، الأورام الليفية الرحمية هي سبب شائع للإزالة الجراحية للرحم.

## العلامات والأعراض
بعض النساء المصابات بالأورام الليفية الرحمية لا تظهر عليها الأعراض. يمكن أن يشير ألم البطن وفقر الدم وزيادة النزيف إلى وجود الأورام الليفية.  قد يكون هناك أيضا ألم أثناء الجماع، وهذا يتوقف على موقع الورم الليفي. أثناء الحمل، قد يكون أيضًا سبب الإجهاض،  النزيف، الولادة المبكرة، أو التدخل في موضع الجنين. يمكن أن يسبب الورم الليفي الرحمي ضغطًا في المستقيم. يمكن أن ينمو البطن بشكل أكبر من خلال محاكاة ظهور الحمل.  يمكن أن تمتد بعض الأورام الليفية الكبيرة عبر عنق الرحم والمهبل. على الرغم من أن الأورام الليفية شائعة، فهي ليست سببًا نموذجيًا للعقم، فهي تمثل حوالي 3٪ من الأسباب التي تجعل المرأة غير قادرة على إنجاب طفل. غالبية النساء المصابات بالورم الليفي الرحمي ستحصل على نتائج طبيعية للحمل. في حالات الأورام الليفية الرحمية المتداخلة في العقم، يوجد الورم الليفي عادة في موضع تحت المخاطية ويعتقد أن هذا الموقع قد يتداخل مع وظيفة البطانة وقدرة الجنين على الغرس.

## عوامل الخطر
بعض عوامل الخطر المرتبطة بتطور الأورام الليفية الرحمية. الأورام الليفية أكثر شيوعًا عند النساء البدينات. تعتمد الأورام الليفية على هرمون الاستروجين والبروجيستيرون في النمو وبالتالي فهي ذات صلة فقط خلال سنوات الإنجاب. في بعض الحالات تكون الأورام الليفية الرحمية كبيرة الحجم ممّا قد يسبب صعوبة في الحمل وزيادة في مخاطر الإجهاض المبكر.

### الحمية
تميل الوجبات الغذائية الغنية بالفواكه والخضروات إلى تقليل خطر الإصابة بالأورام الليفية. الألياف، وفيتامين A ، C و E ، فيتويستروغنز، الكاروتينات واللحوم والأسماك ومنتجات الألبان لها تأثير غير واضح. المستويات الغذائية الطبيعية لفيتامين (د) قد تقلل من خطر تطور الأورام الليفية. علم الوراثة خمسون في المئة من الأورام الليفية الرحمية تظهر خللًا وراثيًا. غالبًا ما يتم العثور على إزاحة على بعض الكروموسومات. الأورام الليفية وراثية جزئيا. إذا كانت الأم مصابة بأورام ليفية، يكون خطر الإصابة بالابنة أعلى بثلاث مرات من المتوسط. لدى النساء السود فرصة 3- 3 مرات زيادة في تطوير الأورام الليفية الرحمية من النساء البيض. فقط عدد قليل من الجينات المحددة أو الانحرافات الوراثية الخلوية ترتبط بالأورام الليفية. 80-85 ٪ من الأورام الليفية لديها طفرة في جين الوحدة الفرعية المعقدة للوحدة الفرعية 12 (MED12).
الورم العضلي الأملس العائلي: داء عضلي الأملس الوراثي وسرطان الخلايا الكلوية تم الإبلاغ عن متلازمة (متلازمة ريد) التي تسبب الورم العضلي الأملس الرحمي إلى جانب الورم العضلي الأملس الجلدي وسرطان الخلايا الكلوية. يرتبط هذا مع حدوث طفرة في الجين الذي ينتج إنزيم فومارات هيدراتاز، الموجود على الذراع الطويلة للكروموسوم 1 (1q42.3-43). الميراث هو جسمية سائدة.

### العوامل الوراثية
تُظهر 50% من الأورام الليفية شذوذًا جينيًا، يتمثّل غالبًا بإزفاء على بعض الصبغيات، فتُعتبر الأورام الليفية وراثية جزئيًا، فإذا أُصيبت الأم بها، سيرتفع خطر إصابة بناتها لحوالي 3 أضعاف عن المتوسط، وكذلك تُعتبر النساء ذوات البشرة السوداء أكثر عرضة لتطوير أورام ليفية رحمية من ذوات البشرة البيضاء بـ3-9 مرات، علمًا أن القليل من المورثات المحددة والانحرافات المكونة للخلايا تترافق مع الأورام الليفية، فتمتلك 80-85% منها طفرة في مورثة الوحَيدة 12 للمعقد الوسيط.

### الأورام العضلية الملساء العائلية
أُبلغ عن متلازمة، تسمى بمتلازمة ريد، تسبب أورامًا عضلية ليفية ملساء في الرحم والجلد إلى جانب سرطانة الخلية الكلوية، ويترافق ذلك مع طفرة في المورثة التي تنتج إنزيم الفومارات هيدراتاز، المتوضعة على الذراع الطويلة من الصبغي 1 (1q42.3-43)، علمًا أن الوراثة جسمية راجحة.

## الفيزيولوجيا المرضية
الأورام الليفية هي نوع من الورم العضلي الأملس الرحمي. تظهر الأورام الليفية بشكل صارخ على هيئة دائرية، مقيدة جيدًا (ولكن غير مغلفة) ، عقيدات صلبة بلون أبيض أو تان، وتظهر مظهرًا مزيفًا على القسم النسيجي. يختلف الحجم، من المجهرية إلى الآفات ذات الحجم الكبير. عادةً ما تشعر الآفات بنفس حجم جريب فروت أو أكبر من خلال جدار البطن.
مجهريا، تشبه الخلايا السرطانية الخلايا الطبيعية (ممدودة، على شكل مغزل، مع نواة على شكل سيجار) وتشكل حزم مع اتجاهات مختلفة (مشوش). هذه الخلايا موحدة في الحجم والشكل، مع تخفيفات نادرة. هناك ثلاثة متغيرات حميدة: غريبة (غير نمطية) ؛ الخلوية. ونشط ميتياسيا. يجب أن ينبه ظهور النواة البارزة مع الهالات المحيطة بالنوى أخصائي علم الأمراض إلى التحقيق في احتمال الإصابة بمرض الورم العضلي الأملس الوراثي النادر ومتلازمة سرطان الخلايا الكلوية.

## الموقع والتصنيف
النمو والموقع هما العاملان الرئيسيان اللذان يحددان ما إذا كان الورم الليفي يؤدي إلى ظهور أعراض ومشكلات. يمكن أن تكون الآفة الصغيرة عرضية في حالة وجودها داخل تجويف الرحم، في حين أن الآفة الكبيرة الموجودة خارج الرحم قد تمر دون أن يلاحظها أحد. يتم تصنيف المواقع المختلفة على النحو التالي: توجد الأورام الليفية داخل الفم داخل جدار العضلات وهي الأكثر شيوعا. ما لم تكن كبيرة، فإنها قد تكون بدون أعراض. الأورام الليفية داخل الفم تبدأ كعقيدات صغيرة في جدار العضلات في الرحم. مع مرور الوقت، قد تتوسع الأورام الليفية داخل الفم إلى الداخل، مما يسبب تشويه واستطالة تجويف الرحم. توجد الأورام الليفية تحت الغشاء على سطح الرحم. يمكن أن تنمو أيضًا للخارج من السطح وتبقى متصلة بقطعة صغيرة من الأنسجة ومن ثم تسمى الأورام الليفية المتحولة. توجد الأورام الليفية تحت المخاطية في العضلات أسفل بطانة الرحم وتشوه تجويف الرحم. حتى الآفات الصغيرة في هذا الموقع قد تؤدي إلى نزيف وعقم. يُطلق على الآفة المسننة داخل التجويف أورام ليفية داخل الأجسام ويمكن أن تنتقل عبر عنق الرحم. توجد الأورام الليفية العنقية في جدار عنق الرحم (عنق الرحم). نادراً ما توجد الأورام الليفية في الهياكل الداعمة (الرباط المستدير أو الرباط العريض أو الرباط الرحمي الرحمي) للرحم التي تحتوي أيضًا على نسيج عضلي ناعم. الأورام الليفية قد تكون مفردة أو متعددة. تبدأ معظم الأورام الليفية في جدار العضلات في الرحم. مع المزيد من النمو، قد تتطور بعض الآفات نحو الخارج من الرحم أو نحو التجويف الداخلي. التغييرات الثانوية التي قد تحدث داخل الأورام الليفية هي النزف، النخر، التكلس، والتغيرات الكيسية. يميلون إلى التكلس بعد انقطاع الطمث. إذا احتوى الرحم على عدد كبير جدًا من العد، يُشار إليه باسم الورم العضلي الأملس الرحمي المنتشر.
الأورام الليفية خارج الرحم من أصل الرحم والأورام الليفية النقيلي الأورام الليفية ذات الأصل الرحمي الموجودة في أجزاء أخرى من الجسم، والتي تسمى أحيانًا myomas الطفيلية، كانت نادرة للغاية من الناحية التاريخية، ولكن يتم تشخيصها الآن بتواتر متزايد. قد تكون مرتبطة أو متطابقة لورم عضلي الأملس النقيلي. فهي في معظم الحالات لا تزال تعتمد على الهرمون ولكنها قد تسبب مضاعفات تهدد الحياة عندما تظهر في أعضاء بعيدة. تشير بعض المصادر إلى أن نسبة كبيرة من الحالات قد تكون مضاعفات متأخرة للجراحات مثل استئصال الورم العضلي أو استئصال الرحم. ارتبط استئصال الورم العضلي بالمنظار بشكل خاص باستخدام أداة التشريح مع زيادة خطر حدوث هذه المضاعفات. هناك عدد من الحالات النادرة التي تنتشر فيها الأورام الليفية. لا يزالون ينموون بطريقة حميدة، لكن يمكن أن يكونوا خطرين حسب موقعهم. في الورم العضلي الأملس مع غزو الأوعية الدموية، يغزو الورم الليفي الظاهر في الأوعية الدموية ولكن لا يوجد خطر من التكرار. في داء الورم العضلي الأملس الوريدي، تنمو الورم العضلي الأملس في الأوردة مع الأورام الليفية الرحمية كمصدر لها. مشاركة القلب يمكن أن تكون قاتلة. في الورم العضلي الأملس الحميد، ينمو الورم العضلي الأملس في مواقع بعيدة مثل الرئتين والغدد الليمفاوية. المصدر غير واضح تماما. تورط رئوي يمكن أن يكون قاتلا. في الورم العضلي الأملس المنتشر داخل الصفاق، تنمو الورم العضلي الأملس بشكل منتشر على الأسطح الصفاقية والأمنية، مع وجود الأورام الليفية الرحمية كمصدر لها. هذا يمكن محاكاة ورم خبيث ولكن يتصرف بحميدة.

## طريقة تطور المرض
الأورام الليفية عبارة عن أورام وحيدة النسيلة وحوالي 40 إلى 50٪ تظهر شذوذات كروموسومية قابلة للكشف نمطيا. عند وجود العديد من الأورام الليفية، فإنها غالباً ما تكون لها عيوب وراثية غير مرتبطة. لوحظت طفرات معينة في بروتين MED12 في 70 في المئة من الأورام الليفية.السبب الدقيق للأورام الليفية غير مفهومة بشكل واضح، لكن فرضية العمل الحالية هي أن الاستعدادات الوراثية والتعرض لهرمونات ما قبل الولادة وتأثيرات الهرمونات وعوامل النمو وعوامل النمو الزينيستروجين تتسبب في نمو الورم الليفي. عوامل الخطر المعروفة هي النزول الأفريقي، والسمنة، ومتلازمة المبيض المتعدد الكيسات، ومرض السكري، وارتفاع ضغط الدم، وعدم الولادة. من المعتقد أن الاستروجين والبروجستيرون لهما تأثير ميتوجيني على خلايا الورم العضلي الأملس ويعملان أيضًا بالتأثير (بشكل مباشر وغير مباشر) على عدد كبير من عوامل النمو، السيتوكينات وعوامل موت الخلايا المبرمج بالإضافة إلى الهرمونات الأخرى. وعلاوة على ذلك، يتم تعديل إجراءات هرمون الاستروجين والبروجستيرون من خلال الحديث المتبادل بين إشارة الاستروجين والبروجسترون والبرولاكتين والتي تتحكم في التعبير عن المستقبلات النووية المعنية. من المعتقد أن هرمون الاستروجين يعزز النمو عن طريق تنظيم IGF-1 و EGFR و TGF-beta1 و TGF-beta3 و PDGF،ويعزز البقاء على قيد الحياة للخلايا الورم العضلي الأملس عن طريق الخلايا العضلية .
يتم التعبير بشكل شاذ عن أروماتيز و 17 بيتا هيدروكسيستيرويد ديهيدروجينيز في الأورام الليفية، مما يشير إلى أن الأورام الليفية يمكن أن تحول الأندروستينيون المتداول إلى استراديول.  تم توضيح آلية عمل مماثلة في التهاب بطانة الرحم وأمراض بطانة الرحم الأخرى.  تعتبر مثبطات الأروماتيز حاليًا قيد العلاج، وفي بعض الجرعات، تمنع إنتاج هرمون الاستروجين تمامًا في الأورام الليفية بينما لا تؤثر بشكل كبير على إنتاج المبيض من هرمون الاستروجين (وبالتالي المستويات الجهازية منه). إن زيادة إفراز Aromatase ظاهرة بشكل خاص عند النساء الأميركيات من أصول إفريقية.  يتم النظر في الأسباب الوراثية والوراثية وتشير العديد من النتائج الوبائية إلى وجود تأثير جيني كبير خاصة في حالات الإصابة المبكرة. الأقارب من الدرجة الأولى لديهم خطر 2.5 أضعاف، وما يقرب من 6 أضعاف المخاطرة عند النظر في الحالات المبكرة. التوائم أحادية الزيجوت لها معدل توافق مزدوج لاستئصال الرحم مقارنة بالتوائم التوأمية.  يحدث توسع الأورام الليفية الرحمية بمعدل بطيء لتكاثر الخلايا مع إنتاج كميات وفيرة من المصفوفة خارج الخلية.  توجد مجموعة صغيرة من الخلايا في الأورام الليفية الرحمية لها خصائص للخلايا الجذعية أو الخلايا السليفة، وتساهم بشكل كبير في نمو الأورام الليفية التي تعتمد على الستيرويد. هذه الخلايا الجذعية السلفيات تعاني من نقص في مستقبلات هرمون الاستروجين ألفا ومستقبلات هرمون البروجسترون وتعتمد بدلاً من ذلك على مستويات أعلى بشكل كبير من هذه المستقبلات في الخلايا المتمايزة المحيطة للتوسط في إجراءات هرمون الاستروجين والبروجستيرون عبر إشارات الباراكرين.

## التشخيص
يتم إجراء الورم الليفي الرحمي مقابل ورم غدي. الأورام الليفية يمكن أن تكون مخطئة لأورام المبيض. الورم غير المألوف الذي يمكن أن يخطئ في الورم الليفي هو ساركوما بوتريويز. هو أكثر شيوعا في الأطفال والمراهقين. مثل الأورام الليفية، فإنه يمكن أيضًا أن يبرز من المهبل ويتم تمييزه عن الأورام الليفية. في حين أن الجس المستخدم في فحص الحوض يمكن أن يحدد عادة وجود الأورام الليفية الأكبر، تطورت الموجات فوق الصوتية النسائية (الموجات فوق الصوتية) كأداة قياسية لتقييم الرحم للأورام الليفية. سوف تصور الموجات فوق الصوتية الأورام الليفية ككتل محورية ذات نسيج غير متجانس، والتي عادة ما تسبب تظليل شعاع الموجات فوق الصوتية. يمكن تحديد الموقع وقياس الآفة. أيضا، يمكن استخدام التصوير بالرنين المغناطيسي (MRI) لتحديد تصوير لحجم وموقع الأورام الليفية داخل الرحم. لا يمكن أن تميز طرائق التصوير بوضوح بين الورم العضلي الأملس الرحمي الحميد وورم عضلي الأملس الرحمي الخبيث، إلا أن هذا الأخير نادر جدًا. النمو السريع أو النمو غير المتوقع، مثل تضخم الآفة بعد انقطاع الطمث، يرفع مستوى الشك في أن الآفة قد تكون ورم خبيث. أيضا، مع الآفات الخبيثة المتقدمة، قد يكون هناك دليل على الغزو المحلي. نادراً ما يتم إجراء الخزعة، ونادراً ما يتم التشخيص. في حالة وجود تشخيص غير مؤكد بعد التصوير بالموجات فوق الصوتية والتصوير بالرنين المغناطيسي، تتم الإشارة إلى الجراحة بشكل عام.تقنيات التصوير الأخرى التي قد تكون مفيدة بشكل خاص في تقييم الآفات التي تؤثر على تجويف الرحم هي تصوير الرحم أو تصوير الرحم.
اضطرابات التعايش الأورام الليفية التي تؤدي إلى نزيف مهبلي شديد تؤدي إلى فقر الدم ونقص الحديد. بسبب تأثيرات الضغط من الممكن حدوث مشاكل في الجهاز الهضمي مثل الإمساك والنفخ. قد يؤدي ضغط الحالب إلى الإصابة بالتسمم المائي. قد تظهر الأورام الليفية إلى جانب بطانة الرحم، والتي قد تسبب العقم بحد ذاتها. قد يكون مخطئ غدية أو تتعايش مع الأورام الليفية. في حالات نادرة جدًا، يمكن أن تتطور نموًا خبيثًا (سرطانيًا) ، ورم خبيث عضلي، من عضل الرحم.  في حالات نادرة للغاية، قد تظهر الأورام الليفية الرحمية كجزء أو في وقت مبكر من أعراض مرض عضلة الأملس الوراثي ومتلازمة سرطان الخلايا الكلوية.

## العلاج
معظم الأورام الليفية لا تحتاج إلى علاج إلا إذا كانت تسبب الأعراض. بعد انقطاع الطمث، تقلص الأورام الليفية، ومن غير المعتاد أن يسبب لهم مشاكل. الأورام الليفية الرحمية يمكن علاجها عن طريق: دواء للسيطرة على الأعراض (مثل إدارة الأعراض) دواء يهدف إلى تقليص الأورام الموجات فوق الصوتية تدمير الورم الليفي استئصال الورم العضلي أو الاجتثاث بالترددات الراديوية إستئصال الرحم الشريان الرحمي الانصمام بالنسبة لأولئك الذين لديهم أعراض، فإن الانسداد في الشريان الرحمي والخيارات الجراحية لها نتائج مماثلة فيما يتعلق بالرضا.
دواء تحرير يمكن استخدام عدد من الأدوية للسيطرة على الأعراض. مضادات الالتهاب غير الستيروئيدية يمكن استخدامها لتقليل فترات الحيض المؤلمة. حبوب منع الحمل عن طريق الفم يمكن أن توصف للحد من النزيف والتشنجات.  يمكن علاج فقر الدم عن طريق مكملات الحديد. أجهزة ليفونورجيستريل داخل الرحم فعالة في الحد من تدفق دم الحيض وتحسين الأعراض الأخرى. الآثار الجانبية عادة ما تكون قليلة حيث يتم إطلاق الليفونورجستريل (البروجستين) في تركيز منخفض محليا.  في حين ركزت معظم دراسات الليفونستريل- اللولب على علاج النساء دون الأورام الليفية، ذكرت بعض النتائج الجيدة بشكل خاص للنساء المصابات بالورم الليفي بما في ذلك الانحدار الكبير للأورام الليفية. كابيرجولين في جرعة معتدلة وجيد التحمل قد أظهر في دراستين لتقليص الأورام الليفية بشكل فعال. آلية العمل المسؤولة عن كيفية تقلص الكابيرجولين للأورام الليفية غير واضحة.  خلات أوليبريستال هو مُعدِّل مستقبلات هرمون البروجسترون الانتقائية الاصطناعية (SPRM) وله دليل مبدئي لدعم استخدامه للعلاج قبل الجراحة للأورام الليفية ذات الآثار الجانبية المنخفضة.  أظهرت الأورام الليفية طويلة الأجل التي تمت معالجتها من قبل UPA انخفاضًا في الحجم حوالي 70٪. في بعض الحالات، يتم استخدام UPA وحده لتخفيف الأعراض دون جراحة.  دانازول هو علاج فعال لتقليص الأورام الليفية والسيطرة على الأعراض. استخدامه محدود بسبب الآثار الجانبية غير السارة. ويعتقد أن آلية العمل تكون لها آثار مضادة للإستروجين. تشير التجربة الحديثة إلى أنه يمكن تحسين المظهر الجانبي للأمان والآثار الجانبية عن طريق الجرعات الأكثر حذراً. نظائر هرمون الغدد التناسلية المنبعثة من هرمون الغدد التناسلية تسبب انحدارًا مؤقتًا للأورام الليفية عن طريق خفض مستويات هرمون الاستروجين. بسبب القيود والآثار الجانبية لهذا الدواء، نادراً ما ينصح بخلاف الاستخدام قبل الجراحة لتقليص حجم الأورام الليفية والرحم قبل الجراحة. يستخدم عادة لمدة أقصاها 6 أشهر أو أقل لأنه بعد الاستخدام لفترة أطول يمكن أن يسبب هشاشة العظام وغيرها من مضاعفات ما بعد انقطاع الطمث. الآثار الجانبية الرئيسية هي أعراض ما بعد انقطاع الطمث. في العديد من الحالات، سوف تنمو الأورام الليفية بعد توقف العلاج، ومع ذلك، قد تستمر فوائد كبيرة لفترة أطول في بعض الحالات. هناك عدة اختلافات ممكنة، مثل منبهات GnRH ذات أنظمة الإضافة التي تهدف إلى تقليل الآثار الضارة لنقص الاستروجين. هناك العديد من أنظمة الإضافات المحتملة، تيبولون، رالوكسيفين، بروجيستيروجين وحدها، الإستروجين وحده، والإستروجين والبروجستيرونينات مجتمعة.
تم اختبار مضادات البروجسترون مثل الميفيبريستون، وهناك دليل على أنه يخفف بعض الأعراض ويحسن من نوعية الحياة ولكن بسبب التغيرات النسيجية الضارة التي لوحظت في العديد من التجارب، لا يمكن التوصية بها حاليًا خارج إطار البحث. تكرر نمو الورم الليفي بعد توقف العلاج بمضادات البروستات.  تم استخدام مثبطات الأروماتيز بشكل تجريبي لتقليل الأورام الليفية. يُعتقد أن هذا التأثير يرجع جزئيًا إلى انخفاض مستويات هرمون الاستروجين الجهازية وجزئيًا عن طريق تثبيط هرمون إنزيم مفرط محلياً في الأورام الليفية.  ومع ذلك، فقد تكرر نمو الورم الليفي بعد توقف العلاج.  تشير الخبرة المكتسبة من العلاج التجريبي لمثبط الأروماتيز إلى التهاب بطانة الرحم إلى أن مثبطات الأروماتيز قد تكون مفيدة بشكل خاص في تركيبة مع مثبط الإباضة البروجستيرونية.
الشريان الرحمي الانصمام الشريان الرحمي (الإمارات العربية المتحدة) هو إجراء غير موسع يمنع تدفق الدم إلى الأورام الليفية ، مما يؤدي إلى تقلصها.  تتشابه النتائج طويلة المدى فيما يتعلق بمدى سعادة الأشخاص في العملية مع تلك الجراحية. هناك أدلة مبدئية على أن الجراحة التقليدية قد تؤدي إلى تحسين الخصوبة. وجدت مراجعة واحدة أن الإمارات العربية المتحدة تضاعف من خطر الإجهاض في المستقبل.  يبدو أن الإمارات العربية المتحدة تتطلب أيضًا إجراءات أكثر تكرارًا مما لو كانت الجراحة قد أجريت في البداية.  عادة ما يتعافى الشخص من الإجراء خلال بضعة أيام. ربط الشريان الرحمي ، وأحيانًا يكون انسداد الشرايين بالتنظير البطني من الأساليب الأقل تدخلاً للحد من إمداد الرحم بالدم عن طريق عملية جراحية صغيرة يمكن إجراؤها عبر المهبل أو بالمنظار. قد تكون آلية العمل الرئيسية متشابهة في دولة الإمارات العربية المتحدة ولكنها أسهل في الأداء ويتوقع آثار جانبية أقل.
يمكن وضع مبادئ توجيهية لدولة الإمارات العربية المتحدة / الاتحاد النسائي العالمي لعام 2016 (NICE) (المعهد الوطني للتميز السريري - الهيئة العامة غير الحكومية التي تنشر مبادئ توجيهية في استخدام التقنيات الصحية والممارسات السريرية الجيدة في المملكة المتحدة) للنساء المصابات بأورام ليفية عرضية > 30 ملم في الحجم). يجب إعلام النساء بأن دولة الإمارات العربية المتحدة واستئصال الورم العضلي (الاستئصال الجراحي للأورام الليفية) قد يسمح لهن بالاحتفاظ بخصوبتهن.

## استئصال الورم العضلي
استئصال الورم العضلي هو عملية جراحية لإزالة واحد أو أكثر من الأورام الليفية. يوصى به عادة عندما تفشل خيارات العلاج الأكثر تحفظًا للنساء اللائي يرغبن في إجراء جراحة للحفاظ على الخصوبة أو اللائي يرغبن في الاحتفاظ بالرحم.  هناك ثلاثة أنواع من استئصال الورم العضلي: في استئصال الورم العضلي الرحمي (يُسمى أيضًا استئصال عنق الرحم) ، يمكن إزالة الورم الليفي من خلال استخدام منظار ، أداة تنظيرية يتم إدخالها عبر المهبل وعنق الرحم والتي يمكن أن تستخدم طاقة كهربائية عالية التردد لقطع الأنسجة ، أو جهاز مماثل. يتم استئصال الورم العضلي بالمنظار من خلال شق صغير بالقرب من السرة. يستخدم الطبيب منظار البطن والأدوات الجراحية لإزالة الأورام الليفية. تشير الدراسات إلى أن استئصال الورم العضلي بالمنظار يؤدي إلى انخفاض معدلات الإصابة والانتعاش بشكل أسرع من استئصال الورم العضلي البطني. يعد استئصال الورم العضلي البطني (المعروف أيضًا باسم استئصال الورم العضلي المفتوح أو البطني) هو أكثر العمليات الجراحية غزوًا لإزالة الأورام الليفية. يقوم الطبيب بعمل شق في جدار البطن ويزيل الأورام الليفية من الرحم. استئصال الورم العضلي بالمنظار لديه ألم أقل ووقت أقصر في المستشفى من الجراحة المفتوحة.
إستئصال الرحم كان استئصال الرحم الطريقة التقليدية لعلاج الأورام الليفية. على الرغم من أنه يوصى به الآن كخيار أخير ، إلا أن الأورام الليفية لا تزال السبب الرئيسي وراء استئصال الرحم في الولايات المتحدة.
الاجتثاث بطانة الرحم يمكن استخدام الاجتثاث بطانة الرحم إذا كانت الأورام الليفية موجودة فقط داخل الرحم وليست داخل العضلات وصغيرة نسبيًا. من المتوقع حدوث معدلات فشل وتكرار عالية في وجود أورام ليفية أكبر أو داخل العضل.
إجراءات أخرى التذرية بالترددات الراديوية عبارة عن علاجات طفيفة التوغل للأورام الليفية.  في هذه التقنية ، تقلص الورم الليفي عن طريق إدخال جهاز يشبه الإبرة في الورم الليفي من خلال البطن وتسخينه بالطاقة الكهربائية للترددات الراديوية (RF) لتسبب نخر الخلايا. يعتبر العلاج خيارًا محتملًا للنساء اللاتي لديهن أورام ليفية وأكملن الحمل وتريد تجنب استئصال الرحم. الموجات فوق الصوتية المركزة الموجهة للرنين المغناطيسي ، هو تدخل غير جراحي (لا يتطلب أي شق) يستخدم موجات الموجات فوق الصوتية عالية الكثافة المركزة لتدمير الأنسجة بالترافق مع التصوير بالرنين المغناطيسي (MRI) ، الذي يرشد ويراقب العلاج. خلال هذا الإجراء ، يتم توجيه الطاقة الموجات فوق الصوتية المركزة والتحكم فيها باستخدام التصوير الحراري MR.  المرضى الذين لديهم أعراض الأورام الليفية ، والذين يرغبون في خيار العلاج غير الغازية والذين ليس لديهم موانع MRI هم مرشحون ل MRgFUS. حوالي 60 ٪ من المرضى مؤهلين. إنه إجراء العيادات الخارجية ويستغرق من ساعة إلى ثلاث ساعات حسب حجم الأورام الليفية. إنه آمن وفعال حوالي 75 ٪.  يستمر التحسن في الأعراض لمدة عامين إضافيين. [57] تتراوح الحاجة إلى علاج إضافي من 16 إلى 20٪ وتعتمد إلى حد كبير على كمية الأورام الليفية التي يمكن أن تخفف بأمان ؛ كلما ارتفع حجم السائل ، انخفض معدل إعادة العلاج.  لا توجد حاليًا تجربة عشوائية بين MRgFUS والإمارات العربية المتحدة. تجري تجربة متعددة المراكز للتحقيق في فعالية MRgFUS مقابل الإمارات العربية المتحدة.
حوالي 1 من كل 1000 آفة تكون أو تصبح خبيثة ، وعادة ما تكون عبارة عن ساركومة عضلية سائلة في الأنسجة.  علامة على أن الآفة قد تكون خبيثة هي نموها بعد انقطاع الطمث. لا يوجد توافق في الآراء بين علماء الأمراض حول تحويل الورم العضلي الأملس إلى ساركوما. ورم خبيث هناك عدد من الحالات النادرة التي تنتشر فيها الأورام الليفية. لا يزالون ينموون بطريقة حميدة ، لكن يمكن أن يكونوا خطرين حسب موقعهم.

## علم الأوبئة
حوالي 20 ٪ إلى 80 ٪ من النساء يصبن الأورام الليفية في سن 50.على الصعيد العالمي في عام 2013 ، قدّر أن 171 مليون امرأة قد تأثرت. عادةً ما توجد خلال سنوات الإنجاب المتوسطة وما بعدها. بعد انقطاع الطمث ، عادة ما ينقص الحجم.  عملية جراحية لإزالة الأورام الليفية الرحمية تحدث بشكل متكرر أكثر لدى النساء في «الطبقات الاجتماعية العليا».  يصاب المراهقون بالأورام الليفية الرحمية بشكل أقل تواترا من النساء الأكبر سنا.  ما يصل إلى 50 ٪ من النساء مع الأورام الليفية الرحمية ليس لديهم أعراض. انتشار الأورام الليفية الرحمية بين المراهقين هو 0.4 ٪. أوروبا يُعتقد أن نسبة حدوث الأورام الليفية الرحمية في أوروبا أقل من الإصابة في الولايات المتحدة. الولايات المتحدة الامريكانية ثمانون في المئة من النساء الأميركيات من أصل أفريقي ستنمو أورام الأورام الليفية الحميدة في أواخر الأربعينيات من عمرها ، طبقًا للمعهد الوطني لعلوم الصحة البيئية.  النساء الأميركيات من أصل أفريقي أكثر عرضة مرتين أو ثلاث مرات للإصابة بالأورام الليفية مقارنة بالمرأة القوقازية. في النساء الأميركيات من أصل أفريقي يبدو أن الأورام الليفية تحدث في سن أصغر ، وتنمو بسرعة أكبر ، وأكثر عرضة للتسبب في الأعراض. هذا يؤدي إلى ارتفاع معدلات الجراحة للأمريكيين من أصل أفريقي ، سواء استئصال الورم العضلي ، واستئصال الرحم. [ تؤدي زيادة خطر الإصابة بالأورام الليفية في الأمريكيين من أصل أفريقي إلى جعلهم أسوأ حالًا في علاجات الخصوبة داخل المختبر وتزيد من مخاطر الولادة المبكرة والولادة القيصرية.  ليس من الواضح سبب انتشار الأورام الليفية لدى النساء الأميركيات من أصول إفريقية. تشير بعض الدراسات إلى أن النساء السوداوات المصابات بالسمنة والذين يعانون من ارتفاع ضغط الدم أكثر عرضة للإصابة بأورام ليفية.  تشمل الأسباب الأخرى المقترحة ميل النساء الأميركيات من أصول إفريقية إلى استهلاك الطعام بأقل من المتطلبات اليومية لفيتامين د.

## المجتمع والثقافة
قانون الولايات المتحدة تمت قراءة مشروع قانون S.1289 لعام 2005 مرتين وتم إحالته إلى لجنة الصحة والعمل والمعاشات التقاعدية ، لكن لم يتم إقراره للتصويت في مجلس الشيوخ أو مجلس النواب. ذكر قانون التعليم والتليف الرحمي المقترح لعام 2005 أن 5 مليارات دولار يتم إنفاقها سنويًا على العمليات الجراحية لاستئصال الرحم كل عام ، والتي تؤثر على 22٪ من الأمريكيين من أصل أفريقي و 7٪ من نساء القوقاز. كما دعا مشروع القانون إلى مزيد من التمويل لأغراض البحث والتعليم. وينص أيضًا على أنه من أصل 28 مليار دولار تم إصدارها للمعاهد الوطنية للصحة ،  تم تخصيص 5 ملايين دولار للأورام الليفية الرحمية في عام 2004

## حيوانات أخرى
الأورام الليفية الرحمية نادرة في الثدييات الأخرى ، على الرغم من أنها لوحظت في بعض الكلاب والأختام الرمادية في بحر البلطيق.

## أبحاث
وقد تم التحقيق المغيرون مستقبلات هرمون البروجسترون ، مثل progenta ،. يتم اختبار مستقبلات مستقبلات هرمون البروجسترون انتقائية أخرى ، حيث يتم اختبارها بنتائج واعدة كإمكانية محتملة لعلاج الأورام الليفية ، وتهدف إلى توفير مزايا مضادات البروجسترون دون آثارها الضارة. يرتبط الاستهلاك المنخفض من فيتامين (د) بتطور الأورام الليفية الرحمية.